# Baurutitan britoi
Il baurutitano era un grosso sauropode dei titanosauri che visse durante il Cretaceo in Brasile.

## Classificazione
Questo grande erbivoro lungo tra i 20 e i 30 metri, è conosciuto per ora solo con una specie, Baurutitan britoi, descritta e basata nel 2005 grazie al ritrovamento delle sue vertebre della coda.